# Theodor Kramer (Lyriker)

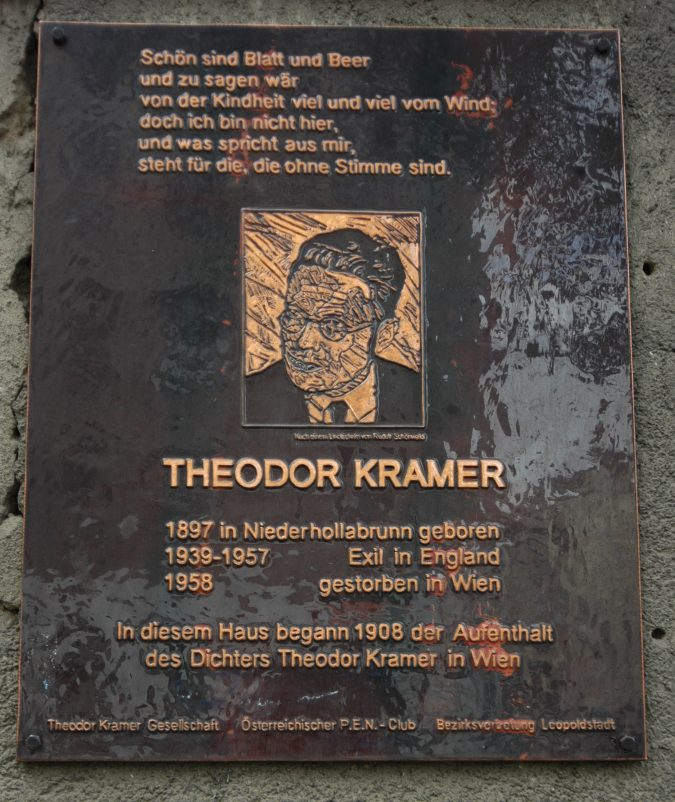
Gedenktafel für Theodor Kramer (Wien-Leopoldstadt, Am Tabor)

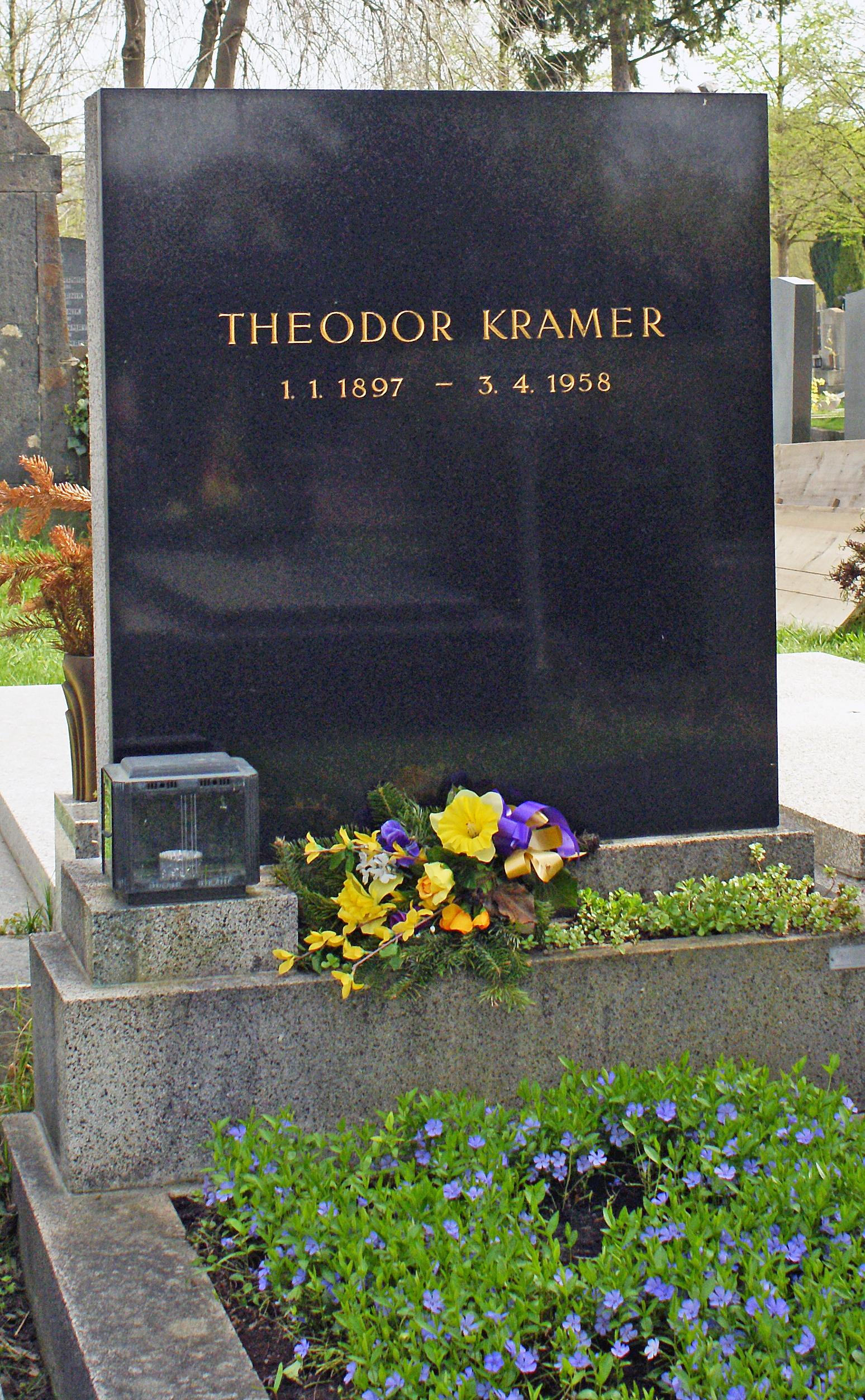
Grab Theodor Kramer, Wiener Zentralfriedhof

Theodor Kramer (* 1. Jänner 1897 in Niederhollabrunn, Österreich-Ungarn; † 3. April 1958 in Wien) war ein österreichischer Lyriker.

## Leben
Theodor Kramer wurde im niederösterreichischen Weinviertel als zweiter Sohn des Gemeindearztes (Sprengelarzt) von Niederhollabrunn geboren. Sein Vater, Dr. Max (Michael) Kramer (1862–1935), entstammte einer jüdischen Familie aus Mähren, seine Mutter Babette (genannt Betty, geb. Doctor, 1869–1943) kam aus Böhmen. Beide Eltern zogen 1928 nach Wien. Durch das Reichsbürgergesetz entrechtet, wurde Babette „Sara“ Kramer von den Nationalsozialisten am 22. Juli 1942 mit dem Transport Nr. 33 in das Konzentrationslager Theresienstadt deportiert – und mit ihr an diesem Tag ca. 1 000 andere Einwohner Wiens, von denen kaum einer überleben konnte. Vom Tod seiner Mutter am 26. Januar 1943 im z. T. als „Altersghetto“ verbrämten Lager erfuhr er jedoch erst nach Kriegsende.
Theodor hatte als Kind zunächst Hausunterricht, kam dann für zwei Jahre an die Volksschule in Hollabrunn und wechselte im September 1907 auf das Realgymnasium in Stockerau. Zusammen mit seinem drei Jahre älteren Bruder Richard interessierte er sich für die Wandervogelbewegung und die Freideutsche Jugend, was wie seine noch bis 1931 stattfindenden langen Heimatwanderungen eine Quelle für seine spätere landschafts- und naturverbundene Lyrik war. Nach dem Umzug beider Brüder 1908 nach Wien-Leopoldstadt schloss er dort die Realschule Vereinsgasse (heute: Bundesrealgymnasium Lessinggasse) im Juli 1914 mit der Matura ab. Das im Oktober 1914 begonnene Studium an der k.k. Exportakademie Wien (heute: Wirtschaftsuniversität Wien) endete schon im Oktober 1915 durch die Einberufung als Offiziersanwärter zum Kriegsdienst.
Im Juni 1916 wurde Kramer im Ersten Weltkrieg in Wolhynien fast tödlich verwundet, musste nach seiner Genesung aber weiter bis zum Kriegsende als Leutnant in der österreichischen Armee in Ungarn und an der italienischen Front dienen; seine Erlebnisse bildeten die Grundlage für den Gedichtband Wir lagen in Wolhynien im Morast... (1931): „darin stellt der Autor den zeitgenössischen Tendenzen zur ideologisierenden Verklärung des Fronterlebnisses im Ersten Weltkrieg authentische Erinnerungsbilder an die verrohende Wirkung des Kriegs und an das Gefühl der Entwurzelung in der unmittelbaren Nachkriegszeit gegenüber. Die demonstrativ unheroische, das volltönende Pathos pazifistischer Dichtung meidende, ›Wir‹-Perspektive der Gedichte vermittelt wieder die Erfahrungswelt des einfachen, zum Kriegsdienst gezwungenen Soldaten und führt überwiegend in Szenerien abseits der Schützengräben“.
Das 1918 anschließende Studium der Philosophie, Germanistik und Geschichte, dann ab Sommersemester 1919 der Rechtswissenschaft an der Universität Wien brach er 1921 u. a. aus finanziellen Gründen ab; von 1919 bis 1921 hatte er währenddessen in der Deutsch-Österreichischen Kriegs-Getreide-Anstalt seinen Lebensunterhalt verdienen müssen. In der Folge arbeitete er als Buchhändler, u. a. in der Buchhandlung J. Berger am Kohlmarkt und in der Heller'schen Buchhandlung am Bauernmarkt, ab 1926 dann als Verlagsvertreter auf Provisionsbasis, war aber durch eine chronische Darmentzündung in der Ausübung seiner Arbeitstätigkeiten eingeschränkt.
1926 veröffentlichte „Die Bühne“ erstmals ein Gedicht von ihm, die Beteiligung am Lyrik-Wettbewerb des S.Fischer Verlages 1927 brachte eine „ehrenhafte Nennung“. Mit vermittelnder Hilfe von Leo Perutz und Joseph Kalmer konnte 1928 Kramers erster Sammelband „Die Gaunerzinke“ verlegt werden (mit z. B. zuvor in der „Arbeiter-Zeitung“ und im „Simplicissimus“ abgedruckter Lyrik), dieser erhielt im Jahr seines Erscheinens den Kunstpreis der Stadt Wien für Dichtkunst. Aufgrund seines monatelangen Krankhausaufenthaltes ohne Anstellung, ermöglichten ihm ab Herbst 1931 nun die Lesungen, Vorträge, Radiosendungen und weitere Veröffentlichungen, dass er – unter sehr bescheidenen finanziellen Verhältnissen – als freier Schriftsteller leben konnte. Bei einer seiner Veranstaltungen lernte er 1929 die jüdische Rezitatorin und Schauspielerin Inge (Rosa) Halberstam (1894–1969) kennen, die er am 10. Juni 1933 heiratete.
Kramer wurde im Januar 1933 Gründungs- und Vorstandsmitglied der Vereinigung sozialistischer Schriftsteller und 1934 noch kurzzeitig zusammen mit Oskar Maria Graf Obmann-Stellvertreter derselben. Mit dem Dollfuß-Putsch 1934 gewann der Austrofaschismus zunehmend die Oberhand und der „Ständestaat“ reagierte mit konsequenten obrigkeitlichen Verboten auf sozialdemokratische oder sozialistische Bewegungen und deren Publikationen, wie z. B. die Arbeiterpresse. Theodor Kramer hatte bereits Anfang April 1933 mit klar betitelten Gedichten wie z. B. „Brief aus der Schutzhaft“ und „Im Konzentrationslager“ gewarnt, im Mai folgte „Im Arbeitslager“. Zur selben Zeit protestierte er gegen den Abdruck des – unpolitischen – „Maifeuer“ in der „Literarischen Welt“ (Berlin) vom 22. April 1933, nämlich im Kontext mit „Begrüßungsadressen an das NS-Regime“, und verbot die Publikation seiner Werke auch den anderen deutschen Verlagen, die mehr und mehr zum Sprachrohr nationalsozialistischer Propaganda werden sollten. Seine Mitgliedschaft des in Berlin ansässigen „Kartells lyrischer Autoren“, der Teil des „Schutzverbandes deutscher Schriftsteller“ (SDS) war, hatte er „freiwillig unter Protest“ zwei Tage nach der „Gleichschaltung“ des SDS am 10. März 1933, die durch das Reichsministerium für Volksaufklärung und Propaganda betrieben wurde, gekündigt (Kramer blieb im SDS Österreichs). Tatsächlich brachten Bestimmungen wie das Ermächtigungsgesetz vom 24. März 1933 und das Vorläufige Gesetz zur Gleichschaltung der Länder mit dem Reich vom 31. März 1933 Stück für Stück gravierende Umwälzungen mit sich, die demokratische Weimarer Republik formierte sich innerhalb kurzer Zeit systematisch zum diktatorischen NS-Staat. Nach 1934 bot ihm die Wiener Zeitung als freiem Mitarbeiter weiterhin ein Forum. Sein vorerst letzter und umfangreichster Band war 1936 (mit Texten aus den Jahren von 1927 bis 1935) Mit der Ziehharmonika, mutig von Ernst Karl Winter im weiter aufstrebenden Austrofaschismus verlegt. Dies war nun nicht mehr von den bisher üblichen öffentlichen Auftritten begleitet, stattdessen bildeten private Vorlesungen und monatliche Spenden von Freunden (der „Kramer-Schilling“) seine Einkünfte.
Nach dem Anschluss Österreichs an das Deutsche Reich war Kramer als „Volljude“ und Sozialdemokrat ein Arbeits- und Berufsverbot auferlegt worden. Sämtliche seiner Schriften kamen auf die Liste des schädlichen und unerwünschten Schrifttums. Das Leben der Juden in Wien änderte sich radikal, Kramer überlebte im August 1938 eine versuchte Selbsttötung; die zunehmend aussichtslose gesellschaftliche Situation verarbeitete er in dem (erst 1946 erschienenen) Wien 1938 / Die grünen Kader. Seiner Mutter posthum gewidmet, richtete er darin an seinen 1935 verstorbenen Vater die Zeilen Ich bin froh, daß du schon tot bist, Vater, / daß du starbst, bevor die Horde kam, / die mich schrubben ließ und mir im Prater / am Kastanienblust die Freude nahm. / Ich bin froh, daß dich zum Spaß kein Bube / zerrte je am langen weißen Bart […]. Die Bemühungen, seine Heimat mit einer Ausreisegenehmigung zu verlassen, wurden durch den „Judenstempel“ weiter erschwert, so lehnte ihn, Theodor „Israel“ Kramer, beispielsweise die Schweiz selbst als Durchreisenden ab. Zudem forderten i. d. R. die möglichen Zielländer den Nachweis eines dort gültigen Arbeitsvertrages oder einer finanziellen Bürgschaft; und ohne Vorlage ihres Einreisevisums nützte auch ein kostenpflichtig erstelltes deutsche Ausreisevisum nichts. Trotz der Schwierigkeiten gelang seinem Bruder Richard im Januar 1939 die Ausreise über Großbritannien in Richtung USA. Am 6. Februar 1939 schaffte es Kramers Frau mit einer Arbeitserlaubnis als Dienstbotin nach Wolverhampton zu emigrieren. Die gleiche Permit des British Home Office für ihn selber wurde jedoch vom britischen Konsul in Wien als Visums-Grundlage abgelehnt, da er für diese Arbeit ungeeignet sei. Auch die Bewerbung um eine Stellung als Bibliothekar an der Universität von Ciudad de Trujillo (Santo Domingo), in der hinsichtlich Einreisebestimmungen damals relativ liberalen Dominikanischen Republik, blieb umsonst.
Thomas Mann, der sich in New York City und dann Princeton befand, bemühte sich zwar erfolglos um ein Exil der Kramers in den USA, erreichte aber mittels eines dringenden Gesuches an den englischen Außenminister bzw. das British Home Office, dass am 21. Juli 1939 Theodor Kramer in Großbritannien einreisen durfte. Das englische P.E.N.-Zentrum hatte mit dem „P.E.N. Refugees Writers Fund“ die formal nötige finanzielle Unterstützung garantiert, mit Hilfe eines Gutachtens von Arnold Zweig steuerte das „Scholarship Committee“ der von Hubertus Prinz zu Löwenstein gegründeten „American Guild for German Cultural Freedom“ zeitweise ein Stipendium bei, so dass er zu seiner Frau nach Wolverhampton ziehen konnte. Nach Ausbruch des Zweiten Weltkrieges wurde er jedoch, wie die meisten deutschen Emigranten, als Enemy Alien („feindlicher Ausländer“) behandelt und ab Mai 1940 zunächst im Lager Huyton bei Liverpool, dann bis zum Januar 1941 auf der Isle of Man (Douglas Promenade Camp) hinter Stacheldraht interniert. Nach der Entlassung wieder in Wolverhampton, durfte er weiterhin nur als Haushaltshilfe arbeiten bzw. blieb arbeitslos, so dass seine Frau das nötige Geld verdiente. Beide unterlagen dort Meldepflicht und Ausgangssperre.
Theodor Kramer nutzte dann wiederholt die polizeilichen Genehmigungen für Reisen zu P.E.N.-Veranstaltungen in London (Weltkongress 1941, Kulturkonferenz im Austrian Centre 1942), um länger in der Stadt zu bleiben, ohne dort jedoch eine Anstellung zu finden. Damit zerbrach im Oktober 1942 de facto seine (kinderlos gebliebene) Ehe mit Inge, die inzwischen in einer Fabrik arbeitete; sie trennten sich, ließen sich aber nie scheiden. Er musste allerdings erfahren, dass er in London im einzigen öffentlichen deutschsprachig-literarischen Forum für Emigranten, dem Austrian Centre (Teil im Free Austrian Movement), aufgrund von Differenzen mit dem politisch weiter links positionierten Oscar Pollak nicht gern gesehen wurde. Er blieb Mitglied des Austrian Labour Club (SDAP), doch kühle Parteidisziplin, gläubige Ideale eines „Neuen Menschen“ o. dgl. blieben ihm fremd. Mit Hilfe von Eleanor Farjeon und des Verlegers Geoffrey Faber fand Kramer ab Januar 1943 in Guildford am County Technical College eine Anstellung als Bibliothekar, der er bis 1957 verpflichtet blieb. Außerdem arbeitete er auch immer wieder für das Programm des deutschsprachigen Austrian Service der BBC, indem er Beiträge oder Sendungen gestaltete. Im Österreichischen Exil-P.E.N.-Clubs (Free Austrian P.E.N.) war er seit 1942 Vorstandsmitglied und in engem Kontakt mit Kollegen wie Elias Canetti, Erich Fried oder Hilde Spiel. Am 25. Oktober 1951 erhielt er die britische Staatsbürgerschaft (British subject).
Seine ursprüngliche Idee, vor Ort in Österreich am literarischen Wiederaufbau mitzuwirken, verwarf Kramer. Nach Ende des Zweiten Weltkrieges lehnte er das Angebot des Kulturstadtrates Viktor Matejka ab, nach Wien zurückzukehren. Es gab für ihn, mit angegriffener Gesundheit, kaum eine realistische materielle Existenzgrundlage im zudem kriegszerstörten Wien. Der dortige Antisemitismus, der sich ab 1938 offen pogromartig geäußert hatte, wandelte sich in der Zweiten Republik wieder im Ton: „Hitlers Unvollendete“, wie man die wenigen übriggebliebenen Juden in Österreich nun „scherzhaft“ nannte, erhielten damals nur schwerlich Restitutionen oder andere Entschädigungen für Raub, Enteignung, Vertreibung und Haft; gesetzliche Regelungen hatten anfangs nur einen kurzen Zeitraum vorgesehen, in dem die als Fremde oder Staatenlose geführten Emigranten ihre österreichische Staatsbürgerschaft zurückerhalten durften. Nur ein geringer Bruchteil der überlebenden Juden kehrte zurück.
Als britischer Staatsbürger blieb und arbeitete Theodor Kramer weiterhin in England. Mitte Mai 1957 erlitt er in Guildford einen (weiteren) Nervenzusammenbruch, nachdem ihm (wegen Eigenbedarf) gekündigt worden war. Die Sozialreferentin der Österreichischen Botschaft in London, die davon indirekt erfuhr, wandte sich an den Medical Officer der Grafschaft Surrey, woraufhin Kramer „freiwillig“ in eine Nervenheilanstalt eingewiesen wurde. Obwohl seine Erkrankung vom Chefarzt als „akute Depression“ angesehen wurde, erhielt Kramer in der Klinik auch eine Serie von Schockbehandlungen, deren Angemessenheit Hilde Spiel mit Hinweis auf die Wiener Schule bezweifelte.
Daraufhin setzten sich Kramers Freunde, Michael Guttenbrunner, Hilde Spiel, Erwin Chvojka für eine abgesicherte Rückkehrmöglichkeit nach Wien ein. Die Intervention seines Freundes Michael Guttenbrunner und Initiativen seiner Freundin Hilde Spiel, die u. a. am 15. Juni 1957 sowie am 29. Juli 1957 an den damaligen Staatssekretär Bruno Kreiskys schrieb, ermöglichten es Kramer, am 26. September 1957 nach Wien zurückzukehren. Unterstützung bot ab Januar 1958 durch den Bundespräsidenten Adolf Schärf eine staatliche Ehrenpension. In Wien arbeitete Kramer mit Guttenbrunner und Chvojka zusammen, begab sich zudem in Behandlung des Nervenfacharztes Dr. Brix. Am 28. März 1958 erlitt er einen Hirnschlag und wurde ins Wilhelminen-Spital eingeliefert, wo er am 3. April starb. Dies kam für seine Freunde und Bekannten unerwartet, wie sich z. B. aus dem Briefwechsel Kramers mit Hilde Spiel im Jahr 1957 ergibt, denn Kramer, humorvollen Gemüts, seine Erkrankung im Briefwechsel reflektierend, hatte wachen Geistes begonnen, sich gut in Wien einzufinden.
Theodor Kramer wurde auf dem Zentralfriedhof „in bevorzugter Lage“ (30B-1-2) beigesetzt, in den 1990er Jahren wurde die Begräbnisstelle zum Ehrengrab der Stadt Wien umgewidmet. Sein originaler, umfangreicher literarischer Nachlass wurde 2012 durch Erwin Chvojka dem Literaturarchiv der Österreichischen Nationalbibliothek als Schenkung vermacht.
Die österreichisch-US-amerikanische Malerin und Pionierin der Kunsttherapie Edith Kramer (* 1916; † 2014) war die Nichte von Theodor Kramer.

## Werk
Theodor Kramer schrieb rund 12 000 Gedichte, von denen nur etwas über 2 000 bis dato publiziert worden sind, errang große Erfolge und wurde im ganzen deutschen Sprachraum bekannt. Sein Werk geriet nach dem Zweiten Weltkrieg in Vergessenheit. Seine liedhafte, jedoch unromantische Lyrik schöpft Kraft und Poesie aus den sinnlich erfassten Lebensbereichen der Außenseiter: der Proletarier, Landstreicher, Handwerker, Knechte und Huren. Kramer schrieb einfühlsame Rollengedichte und eigenwillige Landschaftslyrik, literarische Vorbilder waren anfangs Georg Trakl und Bertolt Brecht. Typisch für seine Gedichte war eine leichte Verständlichkeit (einfaches Vokabular, gerne auch aus dem bäuerlichen Österreich kommend) und ein volksliedhafter, konventioneller Ton.
Sein literarisches Schaffen lässt sich grundsätzlich in drei Phasen einteilen. Die erste ist geprägt von heimatliterarischen Tendenzen, in der er beispielsweise die Landschaftsszenerie des Burgenlandes oder das Arbeitsleben der Bauern und Landsleute beschreibt. Jedoch ist Kramers Lyrik in dieser Zeit frei von jeglicher Beschönigung oder Idealisierung; eher versucht er, die damaligen Umstände realitätsnah darzustellen. So sind seine Gedichte auch immer wieder von einer gewissen Haltlosigkeit und Entfremdung geprägt, andererseits aber auch von Hoffnung und ein Lob auf die Fülle des Lebens. Immer wieder bringt er auch das Recht der „kleinen Leute“ auf Genuss und Glück zum Ausdruck, so beispielsweise in dem Gedicht Der böhmische Knecht (aus: Gesammelte Gedichte in drei Bänden). In dieser Phase scheint Kramer auch ein besonderes Augenmerk auf die Veränderungen der Landschaft und sozialen Struktur zu legen, so nimmt schon damals die Zerstörung der Umwelt (z. B. durch Verschmutzung der Flüsse) einen Platz als Thema in seinen Gedichten ein.
Seine zweite Schaffensphase wiederum war geprägt von den Beobachtungen und Erfahrungen, die er mit dem Aufkommen des Faschismus in Deutschland und Österreich, aufgrund seiner jüdischen Abstammung und durch die gesellschaftlichen Verhältnisse im Zweiten Weltkrieg machen musste. In dieser Zeit hatten sich seine kleinen „Milieustudien“ zunehmend politischeren Themen zugewandt, früh scharfsichtig skizzierend und dabei illusionslos. Er thematisiert hierbei auch die psychischen Schäden, die er selber aus dieser Zeit davontrug. So z. B. in Es gingen dir die Kräfte plötzlich aus (aus: Gesammelte Gedichte in 3 Bänden), das sich auf den Selbstmordversuch im Jahre 1938 bezieht. Ungeachtet dieser Situation und der wiederkehrenden Depressionen blieb sein Werk frei von Hoffnungslosigkeit. Im weiteren finden in seinen Gedichten auch die Erfahrungen aus seinem Exil in Großbritannien Eingang und auch der Frust und die Enttäuschung über sein Heimatland (O Österreich, ich kann für Dich nicht streiten, aus: Gesammelte Gedichte in 3 Bänden). Wie bei vielen Dichtern stellt auch bei Kramer das Schreiben eine Art „Selbsttherapie“ dar, also Ventil bzw. Mittel zur Verarbeitung seiner Erfahrungen. Kramer selbst behauptete, dass das Dichten wie eine Sucht für ihn sei, worauf auch bereits die hohe Anzahl an lyrischen Texten hinweist, die er verfasste (ca. 12 000, bzw. im Schnitt ein Gedicht am Tag).
In der letzten Werkphase legte Kramer, ähnlich wie in der ersten Periode, vor allem wieder Wert auf Heimat und Landschaftsbeschreibung. Es schien darin, erst einmal, mehr Rückbesinnung und Innehalten als Vorwärtsstreben zu liegen.
Wie Chvojka und Doliwa hervorhoben, war er für Thomas Mann „einer der größten Dichter der jüngeren Generation“, „a distinguished Austrian poet“, für Franz Werfel „eine ganz große Seltenheit in unserer Zeit, ein wirklicher, echter Dichter von ganz außerordentlichen Gnaden und Gaben“, Stefan Zweig urteilte „seine Versbücher gehören längst zum unzerstörbaren Bestand deutscher Lyrik“ und Carl Zuckmayer sah ihn als „als den stärksten Lyriker Österreichs seit Georg Trakl“, dennoch genügten die Jahre des Faschismus in Österreich und des Exils in Großbritannien, um sein Werk in Vergessenheit geraten zu lassen – zumindest in der breiteren literarischen Öffentlichkeit. Und eben auch im Nachkriegsösterreich, das sich der damit verbundenen Vergangenheitsbewältigung noch nicht stellen mochte. Dies sollte sich erst ein paar Jahrzehnte später ändern.
Angestoßen durch eine Anregung des Liederdichters Hans-Eckardt Wenzel hatten seit Ende der 1970er Jahre die Interpretationen des Duos Zupfgeigenhansel maßgeblichen Anteil an der Wiederentdeckung Kramers für ein jüngeres und größeres Publikum. Das mehrfach ausgezeichnete Folk-Duo nahm 1985 eine komplette LP mit Kramer-Vertonungen auf und ging 1986 damit auf große Tournee. Besonders deren musikalische Bearbeitung von „Andre, die das Land so sehr nicht liebten“ gilt bis heute als Standardwerk der Liedermacher- und Folkszene. In den vergangenen Jahren hat der Berliner Sänger Wenzel auf zwei Alben Gedichte von Kramer vertont und so das Interesse an ihm weiter gesteigert. Als Zupfgeigenhansel am 27. September 2022 in Stuttgart zum 50-jährigen Jubiläum des Clubs Laboratorium nach 35 Jahren Trennung eine Live-Einlage gaben, spielten sie diesen Titel, von dem nach seiner digitalen Neuveröffentlichung alleine auf den Plattformen Youtube und Spotify fast 500 000 Zugriffe registriert wurden.
Seit 2004 treten die Musiker Heike Kellermann und Wolfgang Rieck regelmäßig mit einem Programm mit Kramer-Texten auf.
Andererseits war die Würdigung von Kramers Werk in seiner literarischen Qualität und Quantität vor allem seinem Nachlassverwalter Erwin Chvojka zu verdanken. Diesem gelang es in den 1980er Jahren, einen Verlag zu überzeugen, die Gesammelten Gedichte in drei Bänden zu publizieren. Dies führte zwar nicht zu einem übermäßigen Ansehen von Theodor Kramer, dennoch waren die Gedichtbände eine gute Grundlage für weitere Forschungsprojekte über den Autor. Beispielgebend genannt seien hier die Publikationen und Initiativen des Ehepaares Konstantin Kaiser und Siglinde Bolbecher. Seit den 1980er Jahren werden immer wieder Texte von Kramer veröffentlicht, z. B. in der ab 1984 regelmäßig erscheinenden Zeitschrift Mit der Ziehharmonika / Zwischenwelt. 1984 wurde in Wien die „Theodor Kramer Gesellschaft“ gegründet, die sich seither mit Leben und Werk des Autors beschäftigt und jährlich den Theodor-Kramer-Preis verleiht.
Der aus Wien stammende Sinologe und Schriftsteller Ernst Schwarz, der ebenfalls als Jude und Sozialdemokrat ins Exil gezwungen worden war, widmete ihm, den er im Rang etwa eines Francois Villon sah, den Radio-Essay „Ich suche Trost im Wort“: „Er hatte tatsächlich einen völlig neuen Ton gefunden. Das Neue, und für Kramer fürderhin Typische, war die Abkehr von jeder Art traditioneller Manieriertheit, wie etwa bei Stefan George, war seine Abkehr von der Suche nach Originalität, war seine Hinwendung zu anspruchsloser, ungekünstelter Echtheit in der Betrachtung und Gefühlswiedergabe von allem, was er in seine Ausdruckswelt einbezog. […] Kramer besaß die wunderbare Gabe, sich in den Mitmenschen hineinlesen zu können, eine Gabe, die ein großes Herz zur Voraussetzung hat und kleinliche Vorurteile mit ihrem Hang zur Gleichgültigkeit, Böswilligkeit und Missachtung ausschließt. Mehr noch: Er besaß das, was Albert Schweitzer veneratio vitae nannte, die Achtung vor dem Leben, dem Leben in allen seinen Erscheinungen. Das erklärt die ungeheure Vielfalt der Themen in Kramers Dichtungen, sein Verständnis für Menschen aller Klassen, Schichten und Berufe, für die Natur mit ihren Tieren und Pflanzen, ihren Jahreszeiten und all ihren Schönheiten und Schrecknissen.“

## Auszeichnungen
- 1928 Künstlerpreis der Stadt Wien für Lyrik
- 1929 Julius-Reich-Preis
- 1947 Ehrenring der Österreichischen Liga für die Vereinten Nationen für Literatur
- 1957 und 1958 Förderpreise der Theodor-Körner-Stiftung
- 1958 Literaturpreis der Stadt Wien (posthum im Mai)

Für Schreiben im Widerstand und im Exil wird von der Theodor Kramer Gesellschaft der Theodor-Kramer-Preis verliehen.
Im Jahr 1983 wurde in Wien-Donaustadt (22. Bezirk) die Theodor-Kramer-Straße nach ihm benannt.

## Zitate
„Nicht fürs Süße, nur fürs Scharfe

und fürs Bittre bin ich da;

schlag, ihr Leute, nicht die Harfe,

spiel die Ziehharmonika.

[...]

Darf nicht ruhn, muß Straßen weiter;

denn bald bin ich nicht mehr da,

und es spielt die Stadt kein Zweiter

so die Ziehharmonika.“

## Werke
- Die Gaunerzinke. Gedichte. Rütten & Loening, Frankfurt am Main 1929, DNB 574449302. (auch in: Gesammelte Gedichte 1. Paul Zsolnay Verlag, 2005, ISBN 3-552-05360-3)
- Kalendarium. Gedichte. – In: Die Anthologie. Lyrische Flugblätter des Kartells lyrischer Autoren und des Bundes deutscher Lyriker, Flugblatt Nr. 12. Alfred Richard Meyer Verlag, Berlin 1930.
- Wir lagen in Wolhynien im Morast... Gedichte. Paul Zsolnay Verlag, Wien 1931.
- Mit der Ziehharmonika. Gedichte. Gsur-Verlag, Wien 1936, DNB 993252354.
- Verbannt aus Österreich. Neue Gedichte. Austrian P.E.N., London 1943. (Reprint: Böhlau Verlag, Wien – Köln – Weimar 1983)
- Wien 1938 / Die grünen Kader. Gedichte. Globus-Verlag, Wien 1946.[33]
- Die untere Schenke. Gedichte. Globus-Verlag, Wien 1946.
- Vom schwarzen Wein. Gedichte. Hrsg. von Michael Guttenbrunner. Otto Müller Verlag, Salzburg 1956.
- Einer bezeugt es... Gedichte. Eingeleitet und ausgewählt von Erwin Chvojka. Stiasny, Graz/Wien 1960 (Stiasny-Bücherei 60).[34]
- Lob der Verzweiflung. Gedichte. Hrsg. von Erwin Chvojka. Jugend und Volk, Wien – München 1972.[35]
- Lied am Rand. Ausgewählt von Joachim Schreck. Verlag Volk und Welt, Berlin 1975.
- Poesiealbum 96: Theodor Kramer. Auswahl Bernd Jentzsch. Verlag Neues Leben, Berlin 1975.
- Erwin Chvojka (Hrsg.): Gesammelte Gedichte in drei Bänden. Europa Verlag, Wien 1984, 1985, 1987.
- Orgel aus Staub. Gedichte. Hrsg. von Erwin Chvojka, 2., erweiterte und veränderte Aufl. Europa Verlag, Wien 1991.
- Erwin Chvojka (Hrsg.): Spätes Lied. Gedichte. Europa Verlag, München 1996, ISBN 3-203-79255-9.
- Erwin Chvojka (Hrsg.): Der alte Zitherspieler. Menschenbilder. Club Niederösterreich, Wien 1999, ISBN 3-85326-117-5.
- Herta Müller (Hrsg.): Die Wahrheit ist, man hat mir nichts getan. Gedichte. Paul Zsolnay Verlag, Wien 1999, ISBN 3-552-04917-7.
- So lange der Atem uns trägt. Gedichte. Theodor Kramer-Gesellschaft, Wien 2004, ISBN 3-901602-19-4.
- Erwin Chvojka (Hrsg.): Gesammelte Gedichte in drei Bänden. 2., durchgesehene u. verbesserte Aufl. Paul Zsolnay Verlag, Wien 2005, ISBN 3-552-04875-8.
- Erwin Chvojka (Hrsg.): Laß still bei Dir mich liegen ... Liebesgedichte. Paul Zsolnay Verlag, Wien 2005, ISBN 3-552-05358-1.
- Karl Müller und Peter Roessler (Hrsg.): Ausgewählte Gedichte. Mit einem Nachwort von Peter Roessler. Theodor Kramer Gesellschaft, Wien 2018, ISBN 978-3-901602-79-5.
- Karl Müller und Peter Roessler (Hrsg.): Wir lagen in Wolhynien im Morast... Und weitere Gedichte zum Ersten Weltkrieg. Mit einem Nachwort von Peter Roessler. Theodor Kramer Gesellschaft, Wien 2023, ISBN 978-3-903522-09-1.

### Vertonungen
- Albert Neumayr: Die Nacht geht schon zur Neige (Lied für Bariton und Klavier, komp. 1966)
- Zupfgeigenhansel: Andre, die das Land so sehr nicht liebten ... – Lieder nach Texten von Theodor Kramer. (1985, LP bei Musikant/EMI[36]; CD-Reissue 2002 bei pläne; Neufassung 2022, digital)
- Reinhard Fehling: Gewaltig ist das Leben – ein oratorischer Liederzyklus für Soli, Chor und Orchester. 1995 (CD beim Komponisten)
- Hans-Eckardt Wenzel: Lied am Rand – Wenzel singt Theodor Kramer. 1997 (CD, Buschfunk 0053)
- Hans-Eckardt Wenzel: Vier Uhr früh – Wenzel singt Theodor Kramer vol. II. 2006 (CD, Conträr Musik 6963-2)
- Peter Zwetkoff: Die untere Schenke – sieben Lieder für eine Singstimme und Klavier. Innsbruck 1998
- Ottiker/Kraft: Wann immer ein Mann. 2005 (CD beim Komponisten)
- Heike Kellermann, Wolfgang Rieck: Was solln wir noch beginnen... Eigenverlag 2006 (CD)
- Georg Siegl, Doris Windhager, Adula Ibn Quadr: Beim Stromwirt – Lieder nach Texten von Theodor Kramer. 2008 (CD, Extraplatte 741-2)
- Die Feuersteins: Trinklied vorm Abgang. 2017, (CD, ruhrfolk 4021)